# اریک فانینگ
اریک فانینگ (انگلیسی: Eric Fanning؛ ۲ ژوئیهٔ ۱۹۶۸ –) یک سیاست‌مدار اهل ایالات متحده آمریکا است. وی اکنون نامزد تصدی وزیر ارتش ایالات آمریکا (United States Secretary of the Army) است و اولین شخص علناً همجنس‌گرا برای نامزدی چنین پستی است.